# County Tyrone
County Tyrone (Irsk: Contae Thír Eoghain) er et af de seks counties, der udgør Nordirland og et af de ni counties, som historisk og geografisk udgør provinsen Ulster som er delt mellem Nordirland (United Kingdom) og Republikken Irland.
County Tyrone omfatter et areal på 3.155 km² med en samlet befolkning på 166.516 (2006).
Det administrative county-center ligger i byen Omagh.